# Трошково (Свердловская область)
Трошково — село в Тугулымском городском округе Свердловской области России. 

## География
Село на севере Тугулымского городского округа, окружённое лесами (растут сосна, ель и берёза). Относительно редколесный район находится лишь к северу и северо-востоку от Трошково (урочища Большая Елань и, частично, Гимгино). Территории южнее, юго-восточнее и восточнее села — леса, а также болота — входят в состав национального парка Припышминские Боры (так называемая Тугулымская дача, одна из двух частей национального парка). На территории парка расположены такие охраняемые зоны как участки сосновых боров с вереском обыкновенным в отрыве от основного ареала его распространения в Восточной Европе и участки никогда не рубившихся светло- и темнохвойных древостоев с участием кедра (так называемые острова «Авраамов», «Сосновый», «Пустынный», «Пихтовый»).
На западной окраине села протекает река Мостовка (ранее село располагалось на обоих берегах, сейчас — почти исключительно на правом). Юго-западнее Мостовка принимает два небольших правых притока — Корепку и Малую Мостовку. На юго-восточной окраине протекает Липка, к востоку от Трошково Мостовка, огибая село с севера, впадает в Липку. На Липке устроено несколько запруд и расположено несколько искусственных и естественных водоёмов, на востоке от села — пруд Мельничный, южнее, у села Ивановка и деревни Гуриной — крупное озеро Гурино, являющееся гидрологическим и ботаническим памятником природы регионального уровня. Озеро с высокими песчаными берегами, окружённое чистым сосновым лесом, входит в границы нацпарка Припышминские Боры. 
В окрестностях также много болот. На западе — Ершово (из него вытекает Мостовка), на севере — Бугроватое, за ним — небольшое озеро Мальцево с летником Мальцевским и болото Ольховское, на северо-востоке — болото Клюквенное, на юго-востоке — болото Челноки, на юге, у озера Гурино — болото Круглое. За Челноками и Круглым, далее на юго-восток, начинается крупное болото Бахметское. На юго-западе — болота Корепкинское (откуда берёт начало Корепка), Бугринское и Петуховское (откуда берёт начало Малая Мостовка).
Окрестные леса заселены слабо. На северо-западе, за урочищем Журавлёво, находится село Зубково. На других направлениях расположены малочисленные населённые пункты Двинского сельсовета: на юге, в долине Липки и у озера Гурино, как уже указывалось — деревня Гурина и село Ивановка; на юго-западе, у истоков Малой Мостовки, рядом с Бугринским и Петуховским болотами — село Фоминское; на востоке, в долине Мостовки и Липки — деревни Двинская и Галашова. С административным центром, посёлком Тугулым, село связано дорогой через Ивановку.

### Часовой пояс
Трошково, как и вся Свердловская область, находится в часовой зоне МСК+2. Смещение применяемого времени относительно UTC составляет +5:00.

## История
По некоторым данным, село основано в 1662 году переселенцами из северо-западной части России. Основателем считается Трошко Шахтари, который вместе с сыновьями получил земельный надел и сенокос с угодьями «в 32 копны». Значительная часть жителей села до сих пор носит фамилии Трошковых и Шахтариных. Само слово «шахтара» якобы означает шест для просушки рыболовных снастей.
В течение длительного времени использовался вариант названия — Трошкова (с окончанием на -а, вероятно, родительный падеж от имени основателя), по крайней мере, до середины 1950-х годов.
Являясь на сегодняшний момент центром сельской управы и самым крупным населённым пунктом в её составе, село Трошково первоначально было лишь одним из нескольких небольших поселений в бассейне реки Липки (её верховья, до впадения Мостовки, ранее носили название реки Ивановки). Согласно карте Тюменского уезда Тобольской губернии 1907 года, центром волости было село Фоминское, другими крупными поселениями являлись село (по состоянию на 1907 год) Двинская и деревня Некрасова (ныне входит в состав деревни Галашовой — притом, что в 1907 году эти селения, находясь рядом, входили в состав разных волостей, деревня Голашева относилась к Липчинской волости с центром в селе Липчинское). Поселение Трошкова имело статус деревни.
По состоянию на конец 1910-х годов (переиздание 1919 года карты И. А. Стрельбицкого, составленной первоначально в 1865—1871 годах), самым крупным населённым пунктом окрестных мест, с церковью, по-прежнему было село Фоминское (около 100 дворов). В деревне Трошковой (ошибочно указана на карте как Троткова) было приблизительно 70 дворов.

## Население
| 2002 | 2010 | 2021 |
| ---- | ---- | ---- |
| 802  | ↘685 | ↘530 |

По состоянию на 1981 год, в селе проживало, приблизительно, 930 человек. По данным переписи 2002 года, население села составило 802 человека (384 мужчины, 418 женщин), 97 % населения — русские. На том же уровне доля русских в населении сохранилась до переписи 2010 года.

## Двинская сельская управа
Входит в состав Двинской сельской управы, которая является одним из 13 территориальных органов администрации городского округа. Кроме Трошково, ей подчиняются деревня Галашова, деревня Гурина, деревня Двинская, село Ивановка и село Фоминское.
Начальник сельской управы — Бабкина Наталья Фёдоровна.

## Улицы
Улицы

| Восточная   |
| Гагарина    |
| Гайдара     |
| Заречная    |
| Медицинская |

| Мира             |
| Новая            |
| Павлика Морозова |
| Парковая         |
| Рабочая          |

| Советская   |
| Строителей  |
| Школьная    |
| Энергетиков |
| Юбилейная   |

Переулки
- Школьный[16]

## Инфраструктура
- Двинская СОШ № 28.
- Трошковский детский сад № 13 «Колосок»[17].
- Трошковский сельский Дом культуры.
- Трошковская сельская библиотека, филиал № 8[18].
- Отделение врачебной практики № 5[19].
- Ранее в селе существовали молочно-товарная ферма и машинно-тракторная мастерская[6]. На сегодняшний день зарегистрировано несколько предприятий, которые занимаются выращиванием зерновых культур и разведением крупного рогатого скота[20][21][22].
- Деревянный молебный дом (существует с 2007 года) и строящийся храм (с 2012 года) православного прихода Сретения Господня[23].

## Мемориалы
- Стела памяти жителей села Трошково и окрестных населённых пунктов, погибших во время Великой Отечественной войны. Обелиск поставлен в 1975 году, стела с именами — в 1988 году, новые имена занесены на стелу в 2013 году[24].
- Мемориальная доска погибшего во время военных действий в Афганистане уроженца села Михаила Константиновича Тартышева[25].